# Riddartorget
Riddartorget är en park och ett mindre torg i centrala Uppsala. Torget gränsar i norr mot Uppsala domkyrka, i sydost mot Oxenstiernska huset och Värmlands nation och i väst mot Dekanhuset, tidigare känt som Julinsköldska huset.

## Historia
Torget är känt sedan 1200-talet då Sankt Eriks kapell byggdes på platsen. I kapellet förvarades Erik den heliges reliker från 1273, då de flyttades till staden från Gamla Uppsala, till dess att domkyrkan stod färdig. Under samma tid uppfördes även en domkyrkoskola, som kom att bli nuvarande Katedralskolan, på torgets västra del. På platsen låg även Academia Carolina, en medeltida byggnad som var säte för Domkapitlet fram till reformationen då den blev huvudbyggnad för Uppsala universitet. Torget var särskilt utsatt under stadsbranden i Uppsala 1702, då både domkyrkoskolan och resterna av Sankt Eriks kapell brann ner till grunden och Academia Carolina skadades svårt.
Torget uppfördes efter branden. Syftet kan ha varit att minska risken för brandspridning i framtiden genom att öka avståndet mellan byggnaderna i området. Ursprunget till torgets namn är idag okänt. 